# شريان قولوني أيسر
الشريان القولوني الأيسر هو فرع من الشريان المساريقي السفلي ويقوم بالعبور إلى جهة اليسار خلف الصفاق، وأمام العضلة القطنية الكبيرة، وبعد مسافة قصيرة يقوم بالانقسام إلى فرع صاعد وفرع نازل. يتقاطع جذع الشريان وتفرعاته مع الحالب الأيسر والشرايين المنوية الغائرة.
يعبر الفرع الصاعد أمام الكلية اليسرى، وينتهي بين طبقتي مسراق القولون المستعرض، وذلك بالتفاغر مع الشريان القولوني الأوسط. يقوم الفرع النازل بالتفاغر مع الشرايين السينية.
من الأقواس التي تتكون عن طريق هذه التفاغرات، تتوزع الفروع إلى القولون النازل والجزء الأيسر من القولون المستعرض.

## صور إضافية

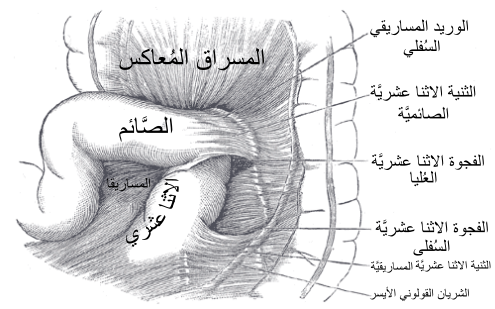
الحفرة الإثناعشرية العلوية والسفلية.
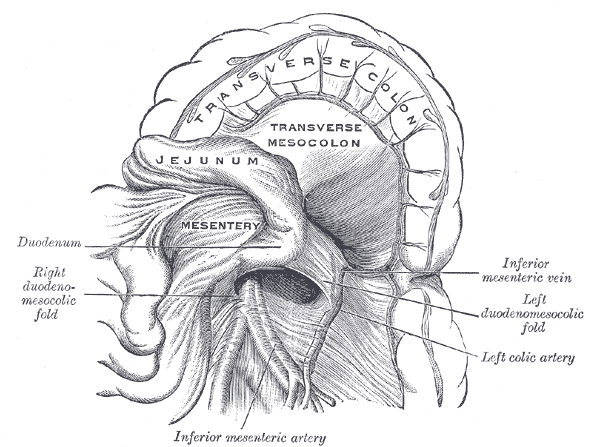
حفرة إثناعشرية صائمية.

## وصلات خارجية
- درسٌ تشريحي حول sup&infmesentericart مُعدٌ بواسطة ويسلي نورمان (جامعة جورجتاون).
- صور تشريحية:39:05-0105 في مركز داونستيت الطبي التابع لجامعة نيويورك - "الأمعاء والمعثكلة: تفرعات الشريان المساريقي السفلي"
- صور تشريح صني 8585
- صور تشريح صني 8658